# Chicken Rock
Chicken Rock (manx: Carrick ny Kirkey) – mała skalista wysepka na Morzu Irlandzkim w archipelagu Wysp Brytyjskich, najbardziej na południe wysunięta wyspa w ramach administracyjnych Wyspy Man. Położona jest na południowy wschód od wyspy Calf of Man, około 4,5 km od przylądka Spanish Head na Wyspie Man.
W 1869 roku, na wysepce rozpoczęto budowę latarni morskiej, zaprojektowanej przez inżynierów Davida i Thomasa Stevensona po tym, jak uświadomiono sobie że dotychczas istniejące latarnie na Calf of Man, nie są wystarczające dla ostrzegania statków przed niebezpieczeństwami tych obszarów. Konstrukcja tej stożkowatej granitowej latarni, wysokiej na 44 metry, została ukończona w grudniu 1874, a oficjalnym dniem otwarcia był 1 stycznia 1875.
Po poważnym pożarze 23 grudnia 1960 roku, który w znacznym stopniu zniszczył wnętrze latarni, jej działanie zostało zautomatyzowane w 1961. W czerwcu 2007 jej zasięg został zwiększony z 12 do 21 mil.